# Хотлинк
Хотлинк (англ. hotlink) — включение в веб-страницу файлов-изображений или других ресурсов с чужого сервера.
Основной вред хотлинкинга заключается в том, что пользователь, встраивая на свой сайт изображения с другого сервера, неправомерно использует его вычислительные мощности, что приводит к перегрузкам сервера и неработоспособности чужого сайта, к лишним финансовым расходам владельца исходного сайта в случае оплаты за исходящий трафик.
Владелец сайта может бороться с этим, проверяя переменную HTTP_REFERER (например, через директивы веб-сервера Apache в модуле mod_rewrite). Если HTTP_REFERER не совпадает с именем своего сервера, то посетителю может выдаваться другое изображение: самый маленький по размеру gif-файл размером 1x1 пиксель, файл с надписью, что данная картинка была украдена с оригинального сервера, и т. п.

## Пример запрета хотлинкинга с помощью модуля Apache mod_rewrite
Код добавляется в файл конфигурации веб-сервера (httpd.conf) или в локальный файл конфигурации хоста (.htaccess).
```
   
# Предотвращаем загрузку изображений с хоста www.server.com, 

   
# за исключением файла баннера banner.jpg и файла заглушки

   
# null.gif  

   
# Вместо любого запрошенного изображения вставляем заглушку

   
# null.gif размером в несколько килобайт, находящуюся по адресу

   
# http://www.server.com/images/null.gif

 

   
RewriteCond
 
%{HTTP_REFERER}
 
!^$

   
RewriteCond
 
%{HTTP_REFERER}
 
!^http://(.+\.)?server\.ru/
 
[NC]

   
RewriteCond
 
%{REQUEST_URI}
 
!null\.gif$
 
[NC]

   
RewriteRule
 
\.(jpg|jpeg|gif|bmp|png)$
 
http://server.ru/images/null.gif
 
[L]

```

## Пример запрета хотлинкинга с помощьюnginx
Код добавляется в файл конфигурации веб-сервера (nginx.conf) или в его аналог для конкретного домена.
```
   
# Предотвращаем загрузку изображений за исключением файла заглушки badreferer.png  

   
# Вместо любого запрошенного изображения вставляем заглушку badreferer.png

   
# Для сайтов с реферером server1 и server2 разрешаем хотлинки

   
location
 
~*
 
^.+\.(jpg|jpeg|gif|png)$
 
{

     
root
 
/path/to/root
;

     
valid_referers
 
none
 
blocked
 
server_names
 
~\.server1\.
 
~\.server2\.;

     
if
 
($invalid_referer)
 
{

       
rewrite
 
^
 
/badreferer.png
 
last;

     
}

   
}

   
location
 
/badreferer.png
 
{

     
root
 
/path/to/badreferer
;

   
}

```